# Kalkot Mataskelekele
Kalkot Mataskelekele, född 1949, var Vanuatus president mellan 2004 och 2009. Han föregicks av tillfällige presidenten Josias Moli, och efterträddes av tillfällige presidenten Maxime Carlot Korman, som i sin tur efterträddes av president Iolu Johnson Abbil.